# Ropica vitiana
Ropica vitiana är en skalbaggsart som beskrevs av Stefan von Breuning 1939. Ropica vitiana ingår i släktet Ropica och familjen långhorningar.
Artens utbredningsområde är Fiji. Inga underarter finns listade i Catalogue of Life.